# Brieva de Cameros
Brieva de Cameros es un municipio y localidad española de la comunidad autónoma de La Rioja. El término municipal, ubicado en la comarca de Las 7 Villas, tiene una población de 38 habitantes (INE 2024).

## Geografía
Está situado a 63 km de Logroño, al suroeste de la provincia, a unos 960 m sobre el nivel del mar. Su superficie es de 46,15 km², limitados por el río Najerilla por el norte, y por la sierra de Castejón por el sur, recogiendo las cuencas de los ríos Brieva, Berrinche y Roñas. La localidad de Brieva, se encuentra en el cruce de los ríos Brieva y Berrinche, en su margen derecha, orientada al sur. Además del núcleo principal, la localidad está compuesta por dos barrios situados en la margen izquierda del río Brieva, conocidos como Valdiña y Barruso.
Pertenece a la subcomarca de las 7 Villas. Se encuentra estrechamente encajonada entre la sierra de Castejón y el monte San Cristóbal (1761 m s. n. m.), en el cruce de los ríos Brieva y Berrinche. El río Brieva (truchero) nace en las faldas de la sierra de Castejón, en el monte Cabeza del Santo (1.854 m s. n. m.) y desemboca en el río Najerilla, afluente del Ebro por la margen derecha. Por otra parte, el río Berrinche nace también en las faldas de la sierra de Castejón, en el monte Covaruña (1584 m s. n. m.) y desemboca en el río Brieva en el barrio de Valdiña de esta localidad.
De Brieva se pasa al Valle del Iregua por el collado que une los montes Mojón Alto y San Cristóbal por el puerto de Canto Hincado, también llamado Peña Hincada. El nombre se debe al menhir que se encuentra en el puerto.

## Historia
Los primeros vestigios de presencia humana se remontan a la Edad del Bronce (3300 a. C. al 1200 a. C.) como así lo atestigua el enterramiento de la sima de la Muela. El enclave estuvo habitado en época romana como así lo demuestra la estela discoidea, originariamente empotrada en el ábside de la iglesia de Santa María de Barruso, hoy en el museo de Nájera, siendo el vestigio más antiguo del municipio. 
Las primeras noticias de su existencia se remontan al último tercio del siglo IX cuando un presbítero y anacoreta llamado Domingo, oriundo de Brieva, junto al bandolero arrepentido de nombre Nuño Oñez, de Montenegro de Cameros fundó un oratorio que sería el embrión del monasterio de Valvanera. relatada en la Historia Latina, escrita en 1419 por Rodrigo de Castroviejo (Abad de Valvanera), como traducción de un texto en latín del siglo XII d. C. escrito probablemente por Gonzalo de Berceo.
A partir del siglo XI perteneció al Señorío de Cameros, cuyo primer titular fue Fortún Ochoa, miembro de la familia Fortún del R, descendientes del conde muladí Casio y de los Fortún, últimos reyes de la primera dinastía de Pamplona (dinastía Iñiga), y parientes de los Banu Qasi de Tudela. La familia estuvo histórica y familiarmente ligada al señorío de Vizcaya. 
En el Puerto de Peña Hincada, Piedra Hincada o Canto Hincado, puerto que separa las localidades de Brieva y Ortigosa de Cameros. Se encuentra marcado por un menhir citado en la escritura que en 1016 fijó las fronteras comunes entre el reino de Pamplona y el de Castilla.
Hasta la reforma de la nomenclatura municipal de 1916 el municipio se llamaba simplemente Brieva. En dicha fecha su nombre fue modificado por el de Brieva de Cameros.

## Demografía
Cuenta con una población de 38 habitantes (INE 2024).
| Gráfica de evolución demográfica de Brieva de Cameros entre 1842 y 2021 |
| |
| Población de derecho según los censos de población del INE Población de hecho según los censos de población del INEEn estos censos se denominaba Brieva: 1842, 1857, 1860, 1877, 1887, 1897, 1900 y 1910 |

## Administración
| Periodo   | Nombre                                         | Partido                      |
| --------- | ---------------------------------------------- | ---------------------------- |
| 1979-1983 | Carlos Velázquez-Duro y González-Regueral      | UCD                          |
| 1983-1987 | Joaquín Sáenz Parra                            | PCE                          |
| 1987-1991 | Joaquín Sáenz Parra                            | PCE                          |
| 1991-1995 | Eliseo Jiménez Pascual                         | PP                           |
| 1995-1999 | Ventura Mediavilla Barral                      | Agrupación Independiente AGI |
| 1999-2003 | Ventura Mediavilla Barral                      | PP                           |
| 2003-2007 | Ventura Mediavilla Barral/ Pedro Somalo Gracia | PP/ Independientes           |
| 2007-2011 | Pedro Somalo Gracia                            | PSOE                         |
| 2011-2015 | Pedro Somalo Gracia                            | PSOE                         |
| 2015-2019 | Pedro Somalo Gracia                            | PSOE                         |
| 2019-2023 | Pedro Somalo Gracia                            | PSOE                         |
| 2023-act. | Pedro Somalo Gracia / Daniel Carrillo Muñoz    | PSOE / Comisión Gestora      |

En la VII Legislatura, siendo Ventura Mediavilla alcalde de la localidad, se realizó una moción de censura por la cual este perdió la alcaldía en favor de Pedro Somalo. La moción se realizó en agosto de 2006 tras la acusación de sustraer fondos del ayuntamiento. Dicha acusación se judicializó, quedando absuelto en 2009 de dichos cargos por el Tribunal de Cuentas.
Tras las elecciones municipales de 2023, la candidatura (aunque son listas abiertas) más votada fue la del PSOE, con dos concejales frente a uno del PP. Por ello, Pedro Somalo Gracia, que era alcalde desde el 2006, fue proclamado alcalde el 17 de junio. El 8 de septiembre este dimite como alcalde y renuncia al acta de concejal. El 3 de octubre renuncia a su acta de concejal el otro edil socialista, ante la falta de suplentes, se provoca la falta de cuórum en el pleno, por lo que la comunidad autónoma nombra el 27 de octubre una Comisión Gestora que administrará el municipio hasta las próximas elecciones en 2027.

## Patrimonio

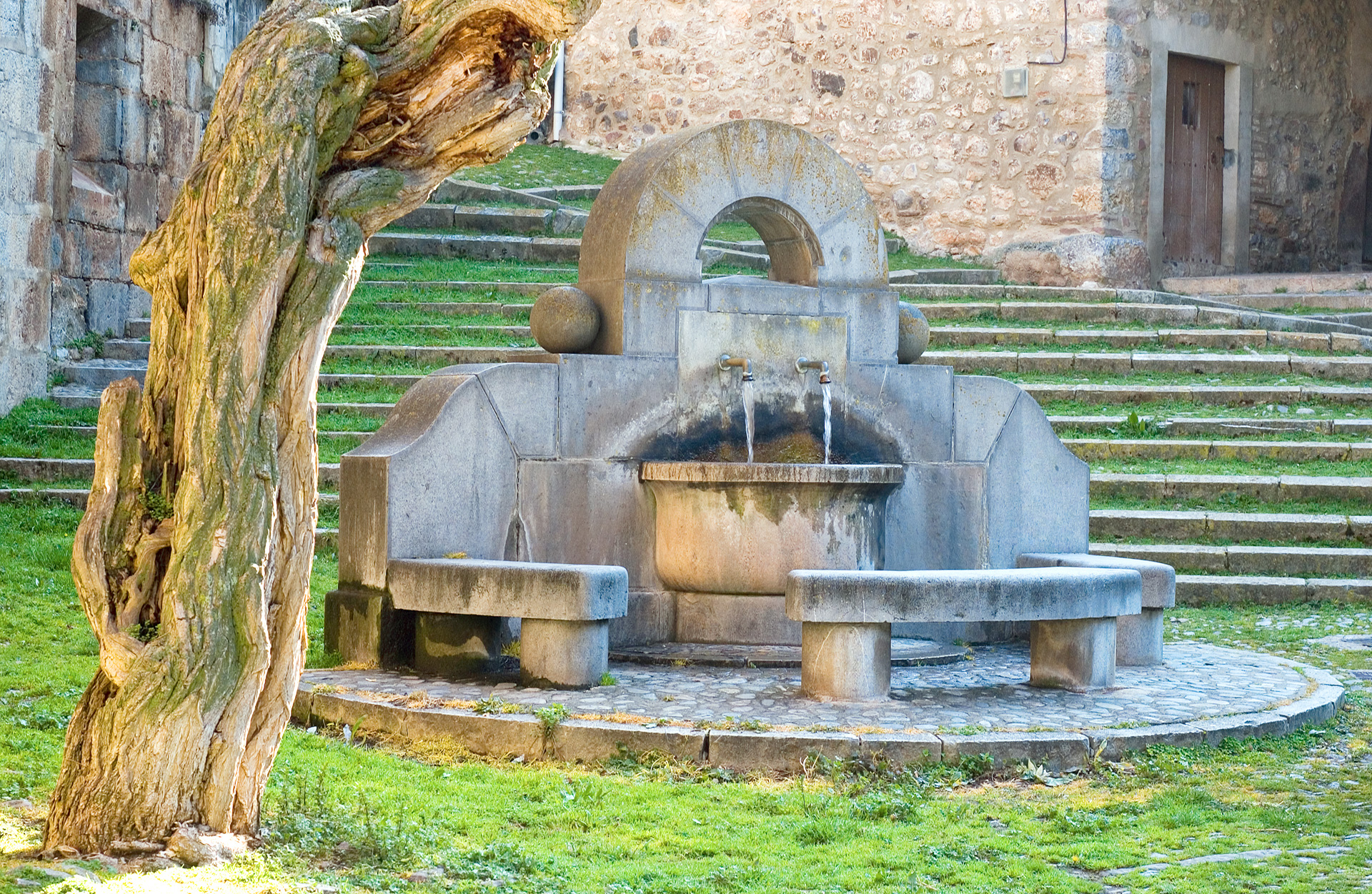
Fuente en Brieva de Cameros

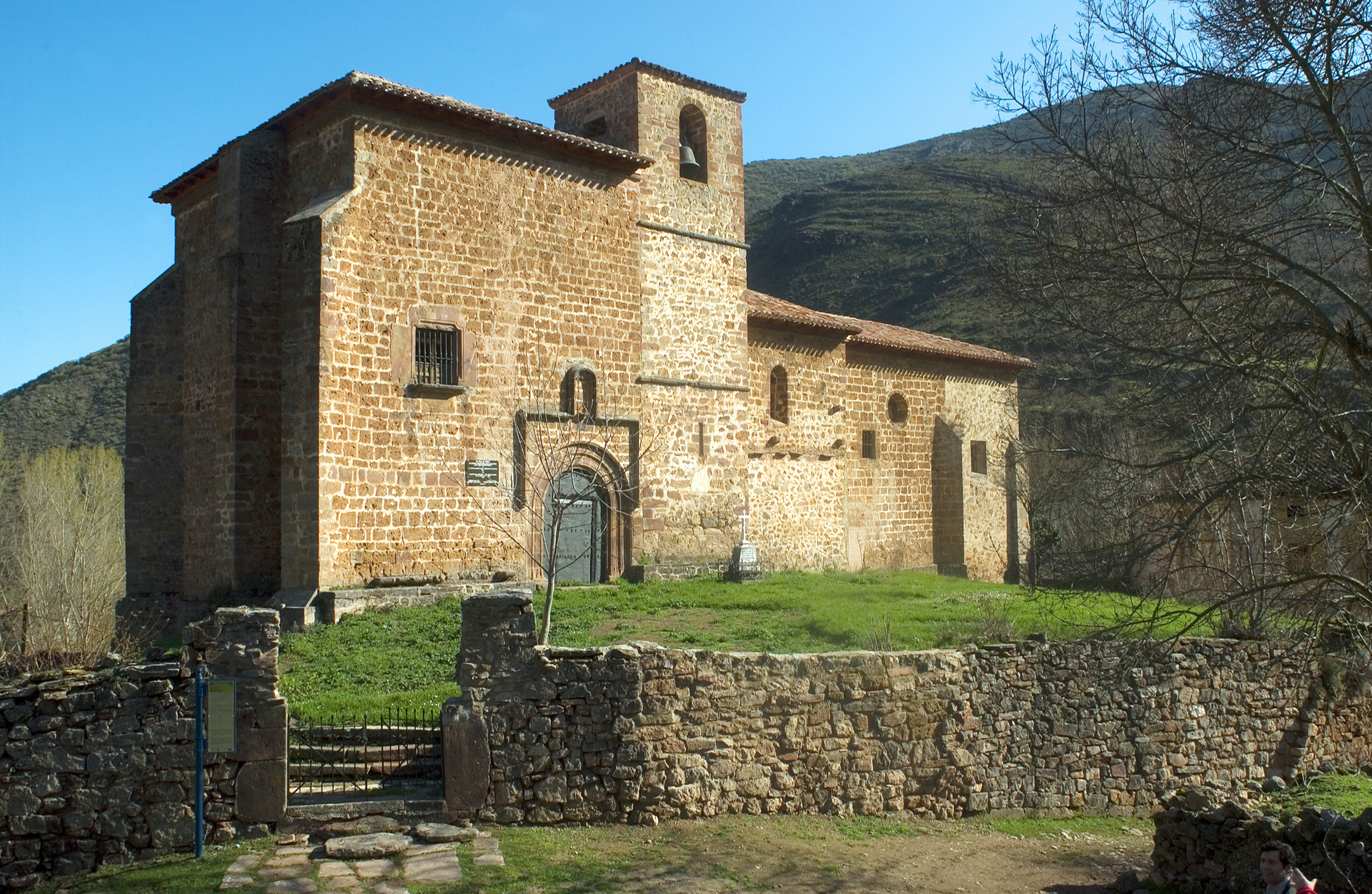
Iglesia de Santa María, en Barriuso

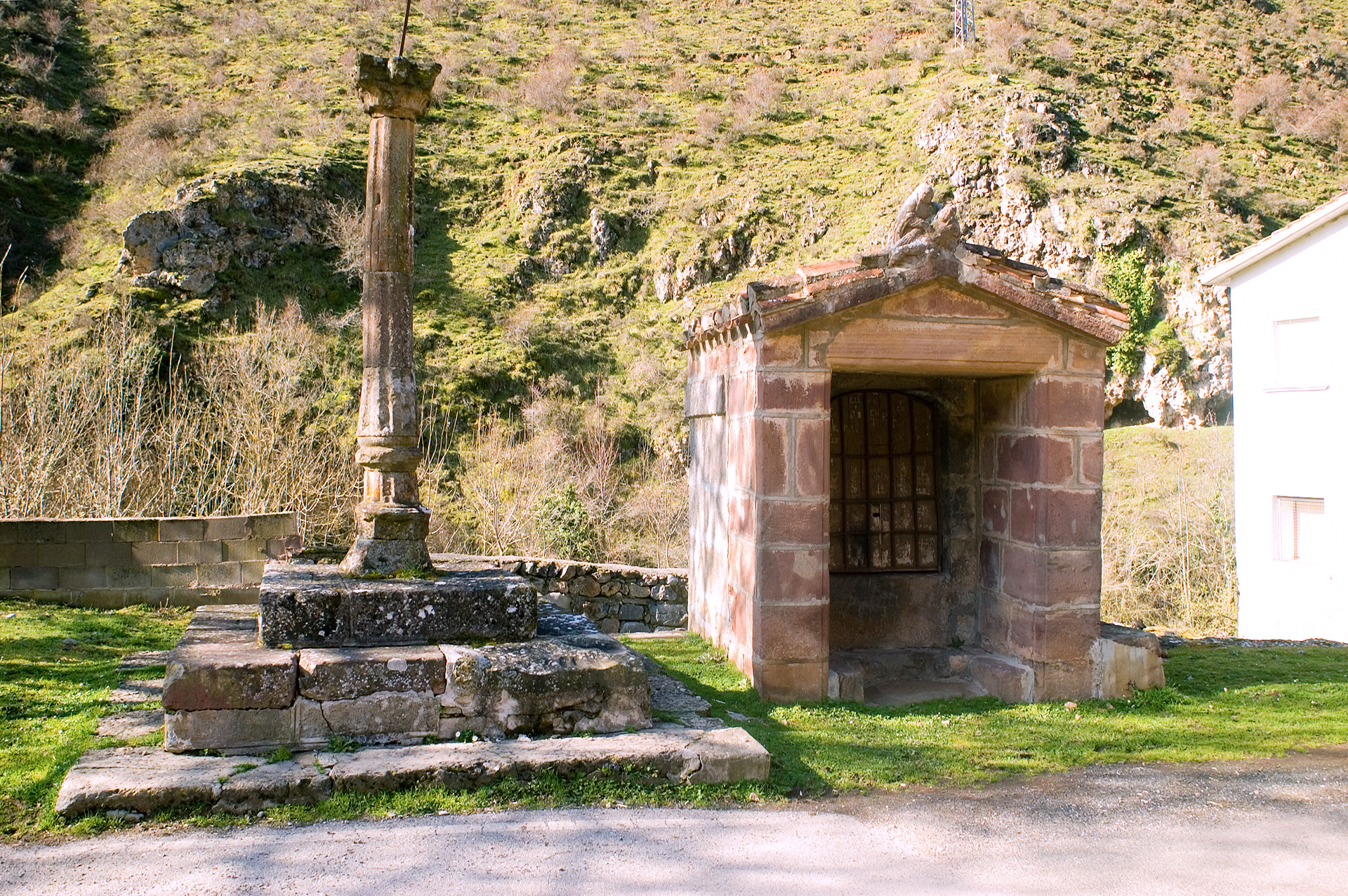
Crucero en Brieva de Cameros

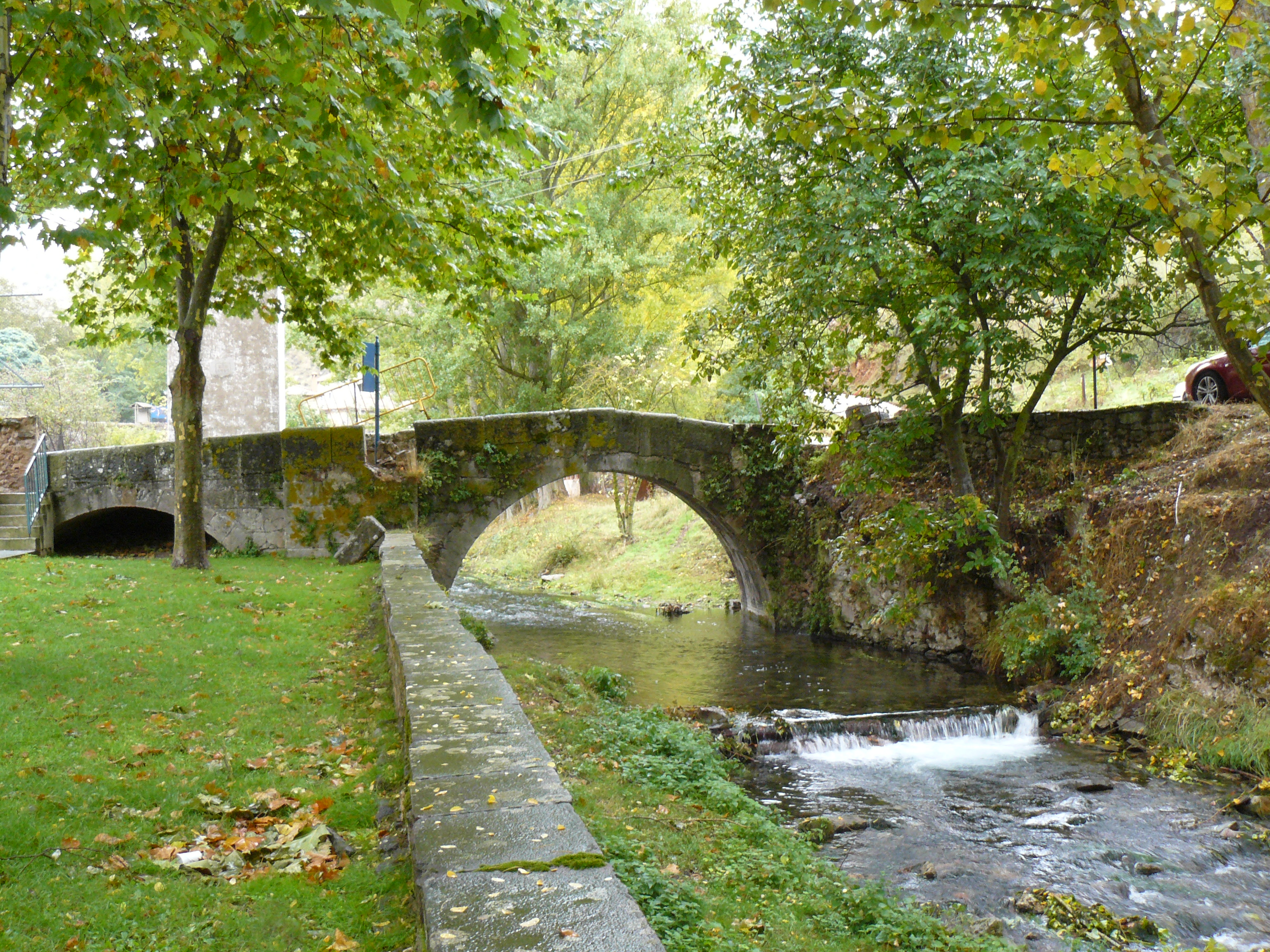
Puente en Brieva de Cameros

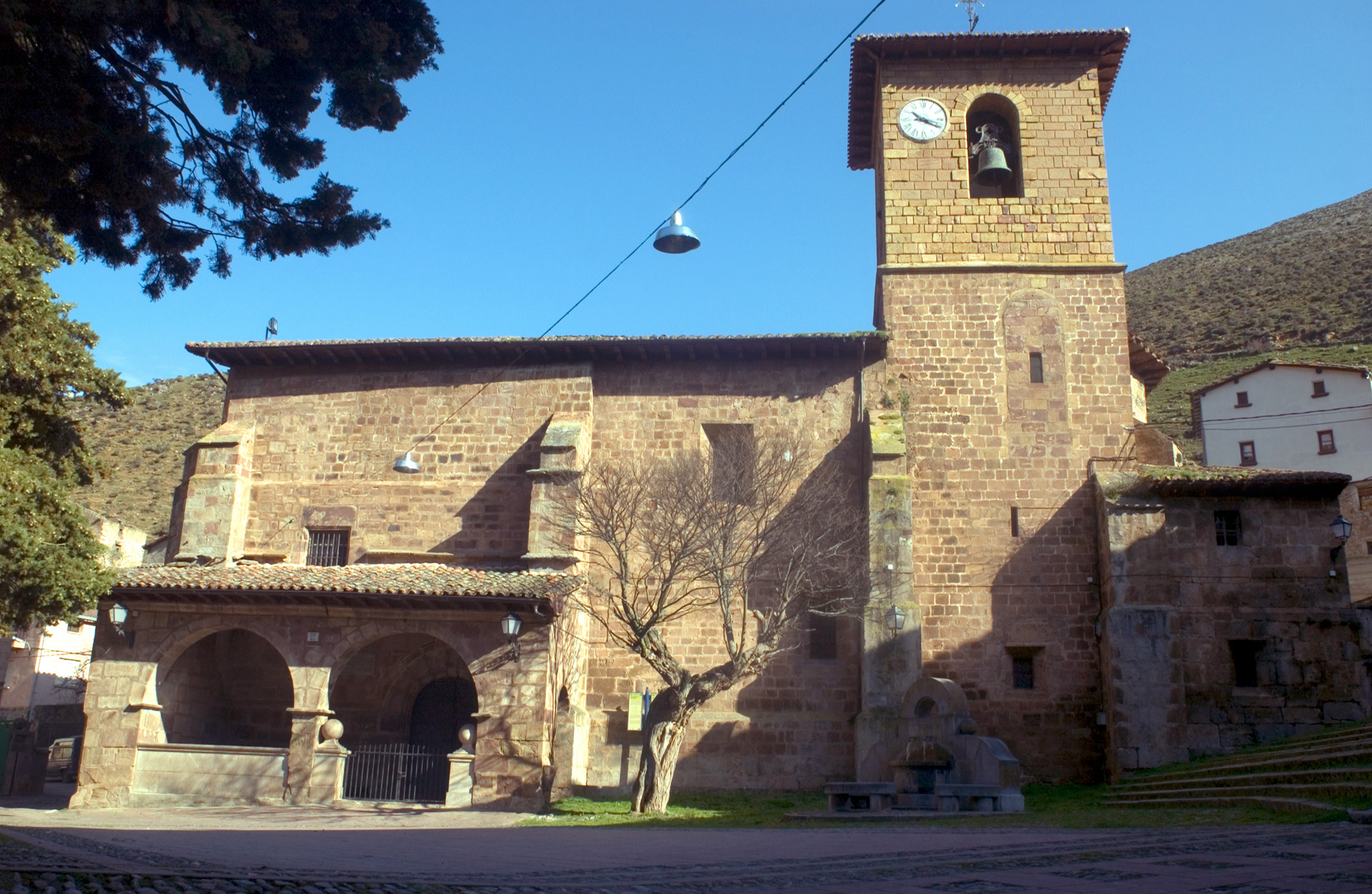
Iglesia de Brieva de Cameros

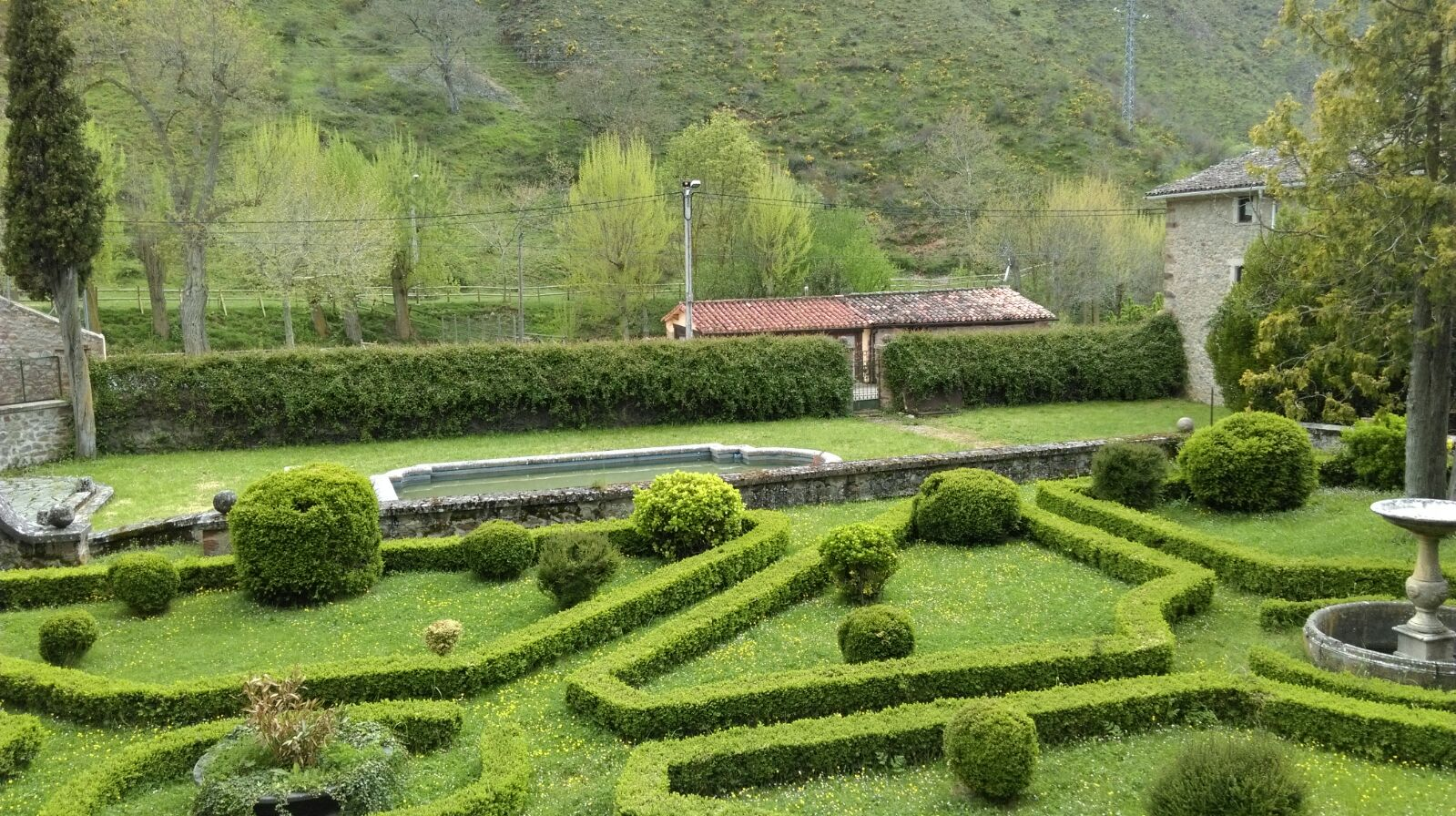
Jardines del Marqués de Brieva de Cameros

- Iglesia de San Miguel: iglesia originaria del siglo XV y ampliada en el XVI, construida en sillería y sillarejo, de dos naves de tramos a igual altura de bóvedas de crucería, la principal más ancha con cabecera ochavada y capillas en el lado norte del primer tramo, a modo de brazos de un simulado crucero. El pórtico de entrada es del siglo XVII, y se sitúa al sur de la nave al igual que la torre.[9]
- Iglesia de Santa María de Barruso: iglesia renacentista del siglo XVI, situada en lo alto del barrio de Barruso, en la margen izquierda del río Brieva al norte de la localidad. Construida en sillería y sillarejo, dispone de una nave de tres tramos y cabecera rectangular, abriéndose en el primer tramo capillas de igual altura que la nave principal. La sacristía, cubierta con terceletes, se sitúa sobre el testero. A los pies hay coro alto sobre crucería. La torre está al sur y es de cuatro cuerpos, mientras que la portada de ingreso es de medio punto con hornacina vacía.[10][11]
- Ermita de la Soledad: Pequeña ermita de una sola nave con tres tramos con pilastras toscanas, construida en mampostería de mediados del siglo XVI.[12]
- Crucero y templete: Columna de crucero con capitel decorado con angelotes de mediados del siglo XVI y junto a él un templete en que se empotra una Piedad del siglo XVI, situados a la salida de la localidad en el camino a Anguiano.[13]
- Ayuntamiento: edificio construido por el ilustre arquitecto riojano Agapito del Valle (1895-1969) en 1932, de estilo historicista, de dos alturas, la primera de ellas en sillería y la segunda enfoscada con ventanales con orejeras.[14]
- Casa del Marqués: Casona señorial que desde el siglo XIX ha estado vinculada a los marqueses de La Felguera, de planta rectangular con jardines perimetrales, con tres alturas en sillería y mampostería. Dispone en su fachada principal de un gran escudo de estilo rococó de la segunda mitad del siglo XVIII, cuartelado en cruz, el primero de trece besantes con bordura de aspas, el segundo cuartelado en cruz de manos sobre ondas y estrella, el tercero de lobos pasantes a árbol, y el cuarto, con bordura de aspas y lises, partido por palo de lises a tres bandas y león rampante a árbol. Este edificio era la casa familiar históricamente de los marqueses anteriormente a la construcción del palacete.[15]
- Palacete y Jardines del Marqués: Es una casa-palacete de tres alturas, que a diferencia de la Casa del Marqués fue construida por los marqueses de La Felguera, realizadas en mampostería con vanos enmarcados en sillería, con unos grandes jardines de estilo romántico, de mediados del siglo XIX.[16]
- Casonas hidalgas: Además de los nombrados, el casco histórico de la localidad está formado por numerosas casas de carácter hidalgo de los siglos XVI, XVII y XVIII, realizadas en mampostería con esquinazos y remates en sillería.[17]
- Museo Rancho de Esquileo: inaugurado en 2008. Pequeño centro de interpretación dedicado a la trashumancia, al pastoreo de montaña y a la actividad del esquileo. Contiene diversas piezas y objetos cedidos por gente del pueblo, paneles explicativos, audiovisuales, centro de documentación, etc. y de ahí parte el sendero del chozo, pequeño recorrido por los alrededores del pueblo.
- Nacedero del río Brieva: nace a 900 m del pueblo, encima de la piscifactoría, la cual abastece de trucha autóctona a los ríos riojanos gracias a su posición cercana al nacedero del río, que permite una temperatura del agua adecuada para la cría de esta especie.
- Eras de trilla: Las antiguas eras de trilla de Brieva, son terrenos llanos, más o menos circulares y empedrados, donde se trillaban los cereales y posteriormente se aventaban para obtener grano, y una de sus características es que se realizan mediante terrazas en plena ladera sobre la localidad. Son un conjunto de Eras únicas y diferentes a las que podemos encontrar en otras localidades del Alto Najerilla. Este conjunto patrimonial se ha puesto en valor mediante una restauración en el año 2020 a través de fondos europeos (Ceip).[18]

## Cultura

### Fiestas
- San Isidro: Fiesta recuperada en 1996 por la asociación cultural BRITA. Desaparecida en los años 60 por el acusado descenso de población del pueblo se celebra el fin de semana más cercano al 15 de mayo (festividad de San Isidro). Hay merienda para todo el que quiera acercarse (chocolate, bollos "preñaos", vino, etc.), música, misa mayor, procesión y bendición de campos y ganados.[19]
- San Felices: fiestas patronales en honor a San Felices. Días 31 de julio, 1 y 2 de agosto. Hay misa y procesión por el pueblo, verbenas, partidos de pelota, día de los niños, campeonato de mus, fuegos artificiales, exposiciones, cena popular, etc.
- Romería a Valvanera: El tercer domingo de agosto. Como todas las localidades riojanas, Brieva también realiza una romería al Monasterio de Valvanera, aunque Brieva con más razón por los vínculos históricos que le unen al monasterio.[20]
- Ferias de Ganado: Día 6 de septiembre. Reunión de los tratantes y ganaderos de la comarca de las 7 Villas y de todo el Alto Najerilla. Se realizan cercas para mostrar el ganado, y se realizan almuerzos y comidas entre ganaderos y tratantes.
- Fiesta de la Transhumancia: Se desarrolla en junio durante un fin de semana y es una completa muestra de todo lo relacionado con la actividad de la trashumancia en La Rioja, lo que ha significado en el pasado y lo que puede dar de sí en el futuro, todo ello desarrollado en el pueblo del último pastor trashumante que queda en La Rioja.
- Kilómetro Vertical: Es una marcha senderista que se celebra en octubre de cada año, y consiste en subir desde el pueblo de Brieva al pico Cabeza del Santo de 1854 m s. n. m., por lo que supone un ascenso de alrededor de 960 m s. n. m. en 4,4 kilómetros, de lo que deriva su nombre de vertical.

### Costumbres y tradiciones
Brieva es el último pueblo riojano donde se ha mantenido la trashumancia. Debido a ello, todos los años se celebra en junio la Fiesta de la Trashumancia, a la que acuden varios miles de personas. En ella se celebran actividades de todo tipo relacionadas con este tradicional sistema ganadero. Entre estas actividades se encuentran: esquileo a tijera, degustación de migas y caldereta serrana, folclore típico pastoril, marcha senderista por la Cañada Real Galiana, acompañando al rebaño, feria de artesanía de la lana, exposición fotográfica sobre la trashumancia, audiovisuales sobre la actividad trashumante, amplio catálogo de publicaciones sobre el tema, etc.

### Asociaciones culturales
Actualmente en el municipio existe una Asociación cultural llamada "BRITA", fue promovida por jóvenes del pueblo y por descendientes de Brieva en 1994 con el ánimo de fomentar las actividades tanto recreativas como culturales de la localidad. Formada por unos 300 socios organiza eventos de todo tipo: torneos deportivos, marchas de senderismo, juegos infantiles, actividades culturales, cine, colabora en la restauración de edificios significativos, recupera tradiciones perdidas, colabora en la Fiesta de la Trashumancia, etc. Por lo que se puede decir que toda la actividad cultural y de ocio del municipio viene promovida por "BRITA".